# 空軍システム軍団
空軍システム軍団（くうぐんシステムぐんだん Air Force Systems Command,AFSC）はかつてアメリカ空軍にあった組織。主要軍団レベルの組織であり、1961年に軍事技術開発を行なう部署として設置された。1950年設立の航空研究開発軍団(Air Research and Development Command)を改編したものである。司令部はメリーランド州アンドルーズ空軍基地所在。
大陸間弾道ミサイルの開発にも携わっている。1982年に宇宙関連の一部部署を新設の空軍宇宙軍団に移管し、1992年に空軍兵站軍団と合併し、空軍資材軍団となった。